# Ectemnonotum baramensis
Ectemnonotum baramensis är en insektsart som beskrevs av William Lucas Distant 1914. Ectemnonotum baramensis ingår i släktet Ectemnonotum och familjen spottstritar. Inga underarter finns listade i Catalogue of Life.